# Adenomera juikitam
Adenomera juikitam es una especie de anfibio anuro de la familia Leptodactylidae.

## Distribución geográfica
Esta especie es endémica del estado de Goiás en Brasil. Se encuentra en los municipios de Teresina de Goiás y Colinas do Sul.

## Publicación original
- Carvalho & Giaretta, 2013: Bioacoustics reveals two new syntopic species of Adenomera Steindachner (Anura: Leptodactylidae: Leptodactylinae) in the Cerrado of central Brazil. Zootaxa, n.º 3731, p. 533–551.[2]